# Jedinowerzy

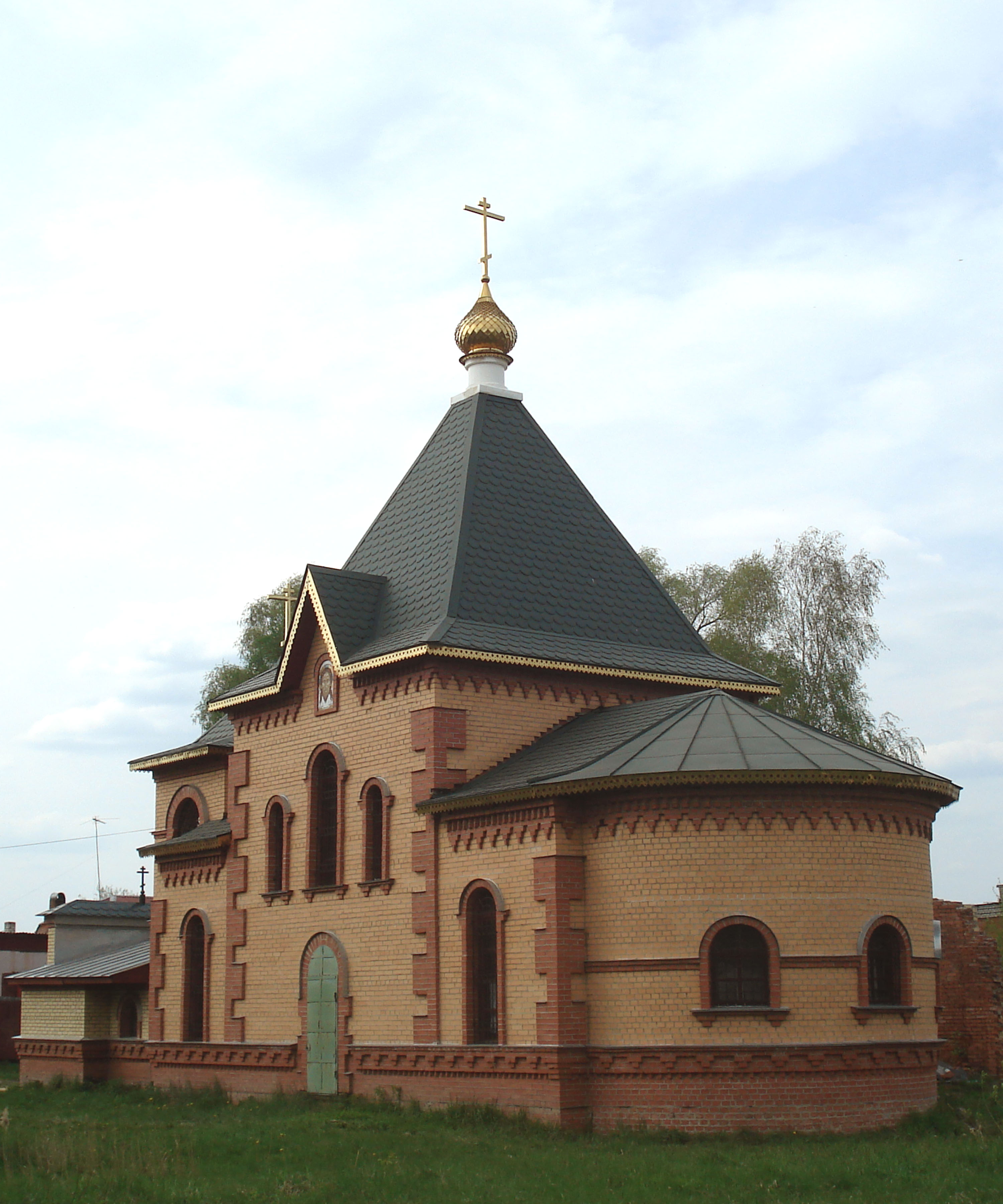
Johannes Klimakos geweihte Kirche der Jedinowerzy in Kurowskoje (Oblast Moskau)

Jedinowerzy (Eingläubige, Eingläubigkeitler) (russisch единоверцы, wiss. Transliteration edinovercy) sind Altritualisten innerhalb der Russisch-Orthodoxen Kirche des Patriarchats von Moskau, d. h. Altgläubige, die von der orthodoxen Kirche geduldet werden und die sich der Hierarchie der offiziellen „neuritualistischen“ russischen Kirche unter Beibehaltung alter Riten und Gebräuche unterstellt haben.
Am 27. Oktober 1800 unter Zar Paul und Metropolit Platon (Pjotr Lewschin; 1737–1812) nahm die russisch-orthodoxe Kirche Altritualisten unter der Bedingung auf, dass diese die Aufnahme von Priestern (die die offizielle Kirche nicht verlassen haben) der russisch-orthodoxen Kirche in ihren Gemeinden erlaubte. Den Altritualisten blieben dafür beim Gottesdienst die alten liturgischen Riten vor Nikons Reform gestattet. Das Anathema des Konzils von 1667 („Fluch von 1667“) wurde dabei jedoch nicht aufgehoben, was erst durch das Landeskonzil der Russisch-orthodoxen Kirche im Kloster der Dreifaltigkeit und des Heiligen Sergius in Sagorsk im Jahr 1971 geschah. Das Moskauer Konzil von 1917/18 gestand den Jedinowerzy schließlich vier Vikarbischöfe zu.